# Алекторія
Алекторія (Alectoria) — рід лишайників родини пармелієві (Parmeliaceae). Назва вперше опублікована 1809 року.

## Будова
Талом кущистий, прямостоячий чи звисаючий, з косоподібними чи сплюснутими головними гілочками. Прикріпляється до субстрату центральним гомфом, який з віком часто внизу відмирає, роблячи талом вільним. Вісевий циліндр на відміну від Usnea — відсутній. Апотеції леканоринові, бічні, з коричневим чи чорним диском.

## Поширення та середовище існування
Переважно епіфітні лишайники, ростуть на деревах, вкритому мохом ґрунті та скалах.
В Українських Карпатах зростає алекторія паросткова (Alectoria sarmentosa), включений до Червоної книги України.

## Види
База даних Species Fungorum станом на 4.10.2019 налічує 7 видів:
- Alectoria brodoana
- Alectoria gowardii
- Alectoria ochroleuca
- Alectoria ochroleucoides
- Alectoria sarmentosa
- Alectoria sorediosa
- Alectoria spiculatosa